# Cristaloide

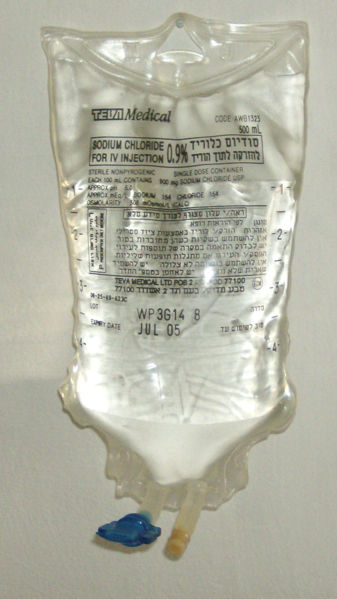
Soro fisiológico (Na 0,9%)

Soluções cristaloides, popularmente conhecidos como soros, são as soluções que contêm água, eletrólitos (Sódio, potássio, cálcio, cloro...) e/ou açúcares em várias proporções e podem ser hipotônicas, isotônicas ou hipertônicas comparadas ao plasma sanguíneo. Se administram por via intravenosa para repor líquidos e re-estabelecer o Equilíbrio hidrostático e eletrolítico do corpo.
As soluções cristaloide são possivelmente o tratamento mais usado, e frequentemente o primeiro a ser administrado, em hospitais do mundo todo. Serve para regular a entrada e perda de líquidos e sais minerais e para manter uma via intravenosa de acesso rápido e fácil em emergências.

## Tipos
Os tipos mais usados são:
- Soro fisiológico ou "Solução salina a 0,9%": também chamado de solução fisiológica, é uma solução isotônica, sua composição é de 154 mEq/L de Sódio e 154 mEq/L de Cloro, osmolaridade 308 mOsm/L. É indicado na reposição de água e eletrólitos, para tratar desidratação, pequena perda de sangue e correção de hiponatremia, por outro lado, a administração excessiva pode causar edema periférico (inchaço nas pernas e braços), edema pulmonar(acumulo de líquido nos pulmões, dificultando a respiração), acidose(sangue ácido) ou hipercloremia(excesso de cloro).

- Solução de ringer lactato: A composição é de Sódio 130 mEq/l; Potássio 4 mEq/L ; Lactato 28 mEq/L; Cloro 109 mEq/L e Cálcio 3 mEq/L totalizando 276 mOsm/L de osmolaridade, sendo isotónica. A solução de Ringer lactato é indicado para a substituição de água e eletrólitos, é a primeira escolha quando você precisa de substituir grandes quantidades de líquidos, por exemplo, em grandes cirurgias, fraturas, hemorragias e queimados. É contra-indicado em insuficiência hepática e insuficiência renal, pois se o excesso de lactato não é metabolizado nem excretado causa dano cerebral.

- Solução salina (Na+ 3%, 5% ou 7,5%): soluções hiperosmolares são utilizados como agentes de expansão no volume em reanimação de pacientes em choque hipovolêmico, Traumatismo cranioencefálico, hipotensão severa e no pós-operatório. Estimula o movimento de água dos espaços para os vasos sanguíneos . Aumenta a pressão arterial, diminui a resistência vascular sistêmica, aumenta o débito e frequência cardíaca, aumenta o fluxo hepático e esplênico sem aumentar muito a pressão intracraniana.[3]

- Soro glicosado, "glicose 5%" ou Solução de dextrose 5%: Com composição de glicose 50 g/L e 278 de mOsm/L (osmolaridade), ou seja, é isotônica. A solução de dextrose é indicada imediatamente no pós-operatório e é uma alternativa para a desidratação hipertônica. Está contra-indicado na doença de Addison, bem como em pacientes que sofreram lesões cerebrais.

- Solução "Plasma-Lyte" 148: Similar ao Ringer lactato, mas também contem na magnésio, acetato e gluconato. Seu pH é 7,4 o mesmo do sangue normal. É indicado para grande reposição de fluidos (queimados, grandes hemorragias ou desidratação avançada), inclusive no intraoperatório e na acidose. É contraindicado no caso de hipercloremia, hiponatremia, hipercalemia, insuficiência renal, bloqueio cardíaco, alcalose, hipocalcemia ou hipocloremia.[4]